# Lee Baxter (Sänger)

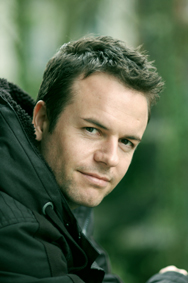
Lee Baxter im August 2007

Lee Collin Baxter (* 16. Juli 1970 in Liverpool) ist ein englischer Popsänger und Schauspieler.

## Leben
Lee Baxter startete seine Karriere nach Abschluss seiner Schauspielausbildung an der Guildford School of Acting, wo er im Jahre 1991 als bester Schauspieler des Jahres ausgezeichnet wurde.
1992 wurde er Mitglied der englisch-niederländischen Boygroup Caught in the Act (CITA). Mit der Gruppe trat er unter anderem bei der bekannten deutschen Serie Gute Zeiten, schlechte Zeiten auf. Nach Auflösung der Band im August 1998 zog sich er zunächst aus der Öffentlichkeit zurück.
Später widmete Baxter sich wieder der Schauspielerei. Er trat in einzelnen Folgen verschiedener niederländischer und britischer Fernsehserien auf und spielte im The English Theatre of Hamburg, dort 2005 in dem Stück Men's Singles von D.B. Gilles, 2007 in Visiting Mr. Green von Jeff Baron und 2009 in Six Dance Lessons in Six Weeks von Richard Alfieri. Außerdem hatte er Hauptrollen in den Spielfilmen Shut (2009) und Profile of Fear (2011). Manchmal wird er auch als Lee Collin Baxter oder Collin Baxter aufgeführt.
Seit 2013 veröffentlichte Baxter auch wieder Musik.

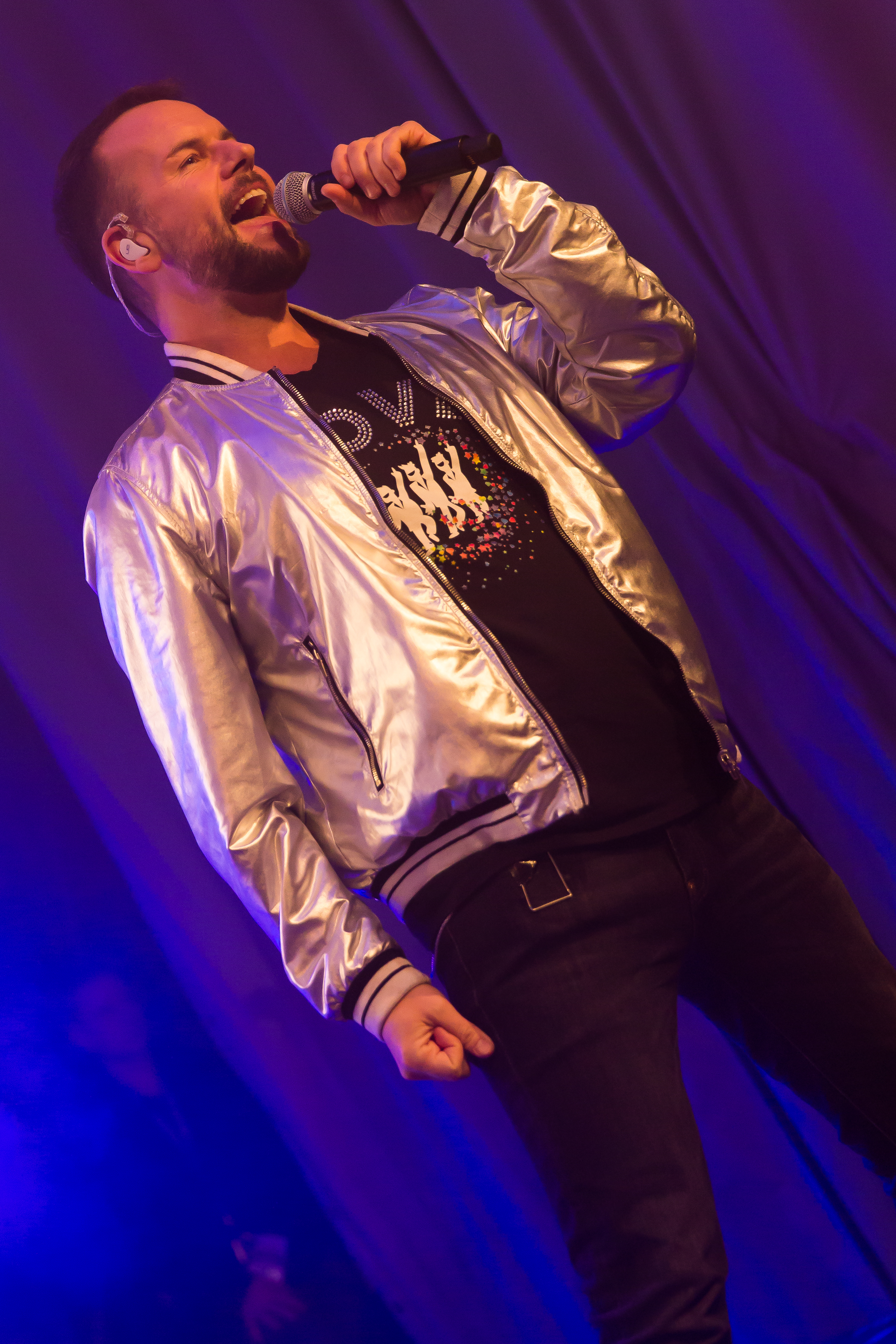
Lee Baxter bei einem Auftritt mit Caught in the Act (2016)

Ende 2015 veröffentlichte Caught in the Act eine neue Single. An dem Comeback nahmen neben Baxter auch de Jong und Ragas teil. 2016 bekannte er in der ZDF-Sendung Volle Kanne, dass er einen Mann liebt.
Zusammen mit dem Touché-Bandmitglied Martin Scholz gründete Baxter 2020 das Duo 90twoDegrees. Am 19. Juni 2020 erschien die erste gemeinsame Single Feel it Again.

## Filmografie
- 2001: Luifel & Luifel
- 2004: Pobol y Cwm
- 2004: Bathroom Stories
- 2005: Baantjer
- 2008: A Writer’s Tale
- 2008: Torchwood (Fernsehserie, Folge 2x04)
- 2009: Shut – Some doors should stay closed
- 2011: Profile of Fear

## Diskografie

### Als Solokünstler
Alben
- 2015: Summer 2015
- 2015: Oldschool
- 2015: A Candle At Christmas
- 2016: Let it Rain - The Album
- 2018: True to Me
- 2022: Life's A Sculpture
- 2024: Time to Fly

Singles

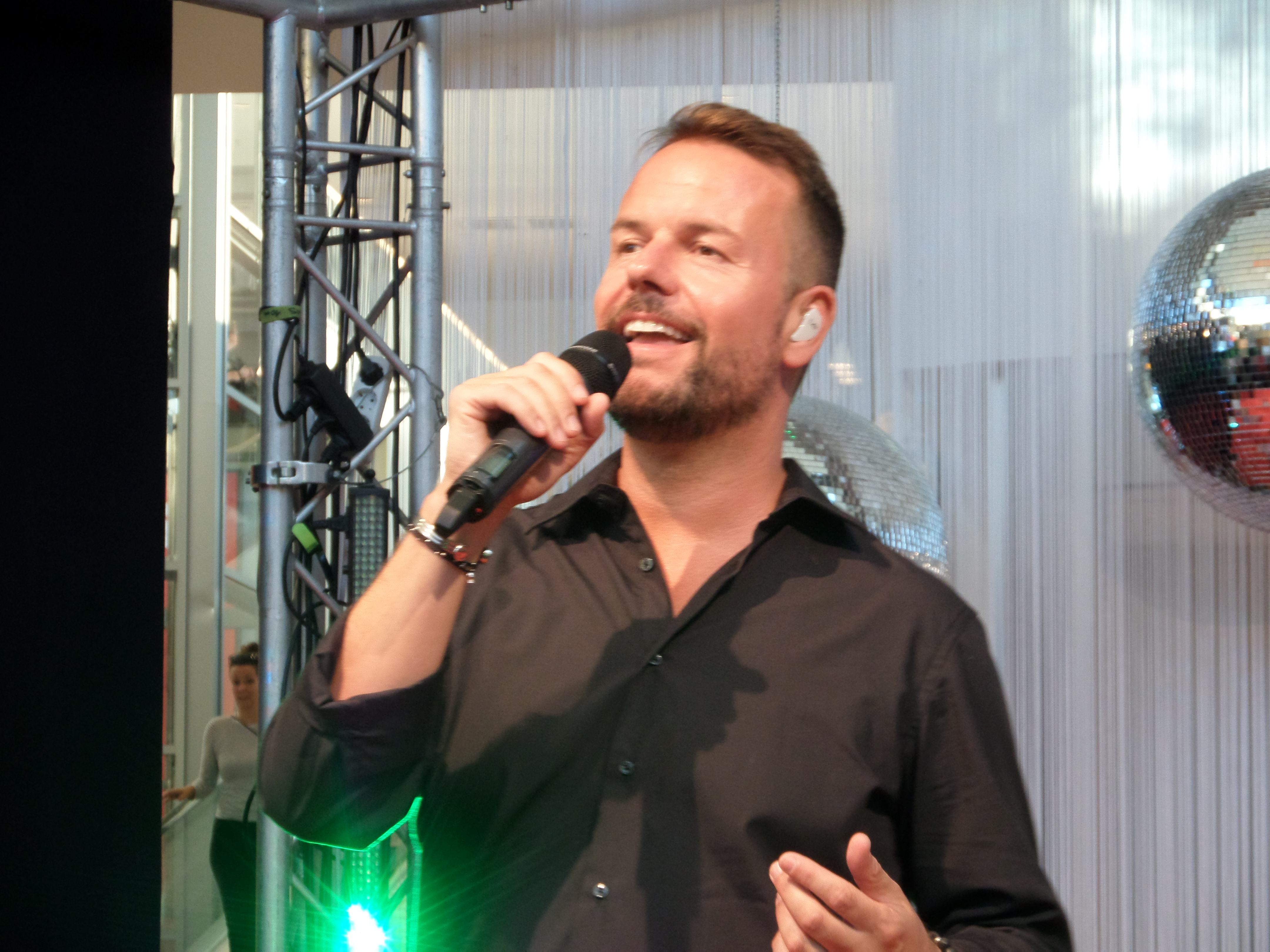
Lee Baxter während seiner Promo-Tour zu seiner Single Unemotional (2018)

- 2013: Stay – Kelly Rida feat. Lee Baxter
- 2013: No One but Myself – Paul Glaser feat. Lee
- 2014: For What It's Worth
- 2014: Say It
- 2014: Engel
- 2014: Only You
- 2015: This Side of Eden
- 2015: It Is What It Is
- 2015: Love ’n Stuff
- 2016: Rainbow
- 2016: Let It Rain
- 2017: Fire
- 2017: Restless Mind
- 2018: Unemotional
- 2018: Heartbeat
- 2019: The Colour of Autumn
- 2019: Alive
- 2019: If Everyone (Sleigh Ride)
- 2020: Ocean
- 2021: Boyband
- 2021: Love Come Rushing In
- 2022: Love Is Everything
- 2022: Bridge Of Steel
- 2023: Running Up That Road
- 2023: Die Idee von uns zwei
- 2023: Deja Vu
- 2024: Mirror
- 2024: Ain't It Gonna Be That Way
- 2024: Changing Me

### Mit 90twoDegrees
Singles
- 2020: Feel it Again
- 2020: Lift Me Up